# Wohnzimmer-EP
Die Wohnzimmer-EP ist die zweite EP der Beatsteaks und stellt den Beginn der Zusammenarbeit der Band mit dem Produzenten Moses Schneider dar.
Die CD wurde an die Besucher des Konzertes der Beatsteaks in der Columbiahalle in Berlin am 21. Dezember 2002 kostenlos verteilt. Der Tonträger ist im freien Handel nicht erhältlich, dennoch wurden zwischenzeitlich Restbestände der EP im offiziellen Onlineshop der Band angeboten. Die Auflage lag bei ungefähr 3000–3500 Stück.
Die CD enthält sechs Coverversionen von Musikstücken verschiedener Bands, beispielsweise von Nine Inch Nails und Cheap Trick. Das Intro Attention wurde mit dem Seeed-Sänger Demba Nabé eingespielt. 
Die Instrumente der Lieder auf der Wohnzimmer-EP wurden zusammen und nicht, wie üblich, einzeln im Studio aufgenommen, das die Band während der Zeit als ihr Wohnzimmer betrachtete. Diese Art der Aufnahme wurde auch beim folgenden Album Smack Smash verwendet.

## Entstehung der EP und ihres Namens
Ende 2002 spielten die Beatsteaks ein Jahresabschlusskonzert. Zu diesem Anlass kamen die Beatsteaks auf die Idee, jedem Besucher dieses Konzertes „eine CD zur Eintrittskarte“ zu schenken. Nachdem ihre Labels Epitaph und WEA zugestimmt hatten, begannen die Vorbereitungen. Bei der Produktion kamen die Beatsteaks auf Moses Schneider, da sie schon Positives von ihm gehört hatten.
Da sie das Studio für die drei Tage während der Aufnahmen als ihr Wohnzimmer betrachteten und zudem die CD auf ihrem „Wohnzimmerkonzert“ verschenkten, benannten sie die EP Wohnzimmer-EP.

## Tracklist
1. Attention – 1:07
2. Hello There – 1:31 – Cheap Trick
3. I Fought The Law – 2:45 – bekannt durch The Clash, geschrieben von Sonny Curtis
4. Hey Du – 4:03 – bekannt aus dem Musical Linie 1
5. Just Like Heaven – 3:41 – The Cure
6. Wish – 3:08 – Nine Inch Nails
7. True Fine Love – 4:18 – Steve Miller Band

## Bedeutung
Die beiden Songs Hello There und Hey Du werden auch bei neueren Live-Auftritten der Beatsteaks gespielt. So sind auf dem Livealbum Kanonen auf Spatzen beide Songs vertreten. Hey Du wurde zudem als zweite Single des Albums Kanonen auf Spatzen ausgekoppelt und ist auch auf der B-Seite von Hand in Hand mit dem Originalnamen Du bist schön auch wenn du weinst (Marias Lied) enthalten. Hey Du wird seit den Aufnahmen der Wohnzimmer-EP von Peter Baumann anstatt des eigentlichen Sängers der Beatsteaks, Arnim Teutoburg-Weiß, gesungen. Zudem ist Farin Urlaub im Backgroundgesang zu hören.

## Rezensionen
Wegen der niedrigen Auflagenzahl der EP war die Resonanz nicht annähernd so groß wie bei den Studioalben der Beatsteaks wie etwa Living Targets. Dennoch fielen die wenigen Kritiken überwiegend positiv aus. 
So gab Whiskey-soda.de der CD eine 1. Wasteofmind.de schrieb zur EP: „Ohne Frage eine schöne EP und ein Muss für jeden Fan“. In-your-face.de schrieb: „Allein der CD wegen lohnt sich der Besuch“ und gab dementsprechend 8 von 10 Punkten. Das Fanzine Helldriver Magazine befand alle Lieder als „wirklich gelungen“ und gab 5,5 von 7 Punkten. Evilrockshard.net schrieb zwar, dass die EP „nichts Besonderes“ sei, sah jedoch die kostenlose Vergabe zum Konzertticket positiv.